# Bright November
Bright November ist eine Schweizer Band aus Bern. Ihre Musik wird den Stilen Indie, Rock und Pop zugeordnet.

## Geschichte
Bright November formierte sich 2010 aus Matthias Guggisberg (Leadgesang, Synthesizer), Pascal Berger (Gitarre, Gesang), Philipp Langenegger (Bass, Synthesizer, Gesang) und Matthias Studer (Schlagzeug) in Bern. Die einzelnen Bandmitglieder kennen sich hauptsächlich aus früheren musikalischen Projekten.
Nach dem nationalen Sieg am Emergenza Bandcontest und diversen Auftritten (Gurtenfestival, Argoviafest, u.v.m), veröffentlichte Bright November Ende 2014 die EP Seeking the Day. Es folgten Airplays sowohl bei Schweizer Radiostationen (SRF 3 etc.), wie auch in Deutschland (Campus Charts). Im Dezember 2015 reiste die Band für einen Monat nach Atlanta (USA), um dort in den Maze Studios (Kaiser Chiefs, Morning Parade, Delta Spirit, uvm.) mit Produzent Ben Etter (Goodbye Fairbanks, Jeans for Jesus etc.) ihr Debütalbum In This Together aufzunehmen, das im August 2017 veröffentlicht wurde.

## Diskografie

### Singles
- Strain Return (Mai 2013)
- Meaning to It All (Oktober 2013)
- Up in Arms (28. April 2017)
- Lion's Mouth (30. Juni 2017)

### Alben
- In this together (August 2017)

### EPs
- Seeking the Day (November 2013)